# 第151独立機械化旅団 (ウクライナ陸軍)
第151独立機械化旅団（だい151どくりつきかいかりょだん、ウクライナ語: 151-ша окрема механізована бригада）は、ウクライナ陸軍の旅団。東部作戦管区隷下。

## 概要

### ロシアのウクライナ侵攻
2023年8月29日、ロシアのウクライナ侵攻の影響に伴い、経験豊富な将校と動員兵を基幹にドニプロペトロウシク州で創設された。旅団番号150番台の部隊は多くが新兵でアメリカ合衆国の軍事支援停止時期とも重なったため、編成完結までに半年以上の期間を要した。

#### 南部・ザポリージャ戦線
2024年から南部ザポリージャ州に配備され、オリヒウ、ロボティネ、フリャイポレに展開した。

#### 東部・アウディーイウカ戦線
2024年7月、激戦地の東部ドネツィク州ポクロウシク地区に再配置され、友軍の救援でアウディーイウカ北西のポクロウシク方面に展開した。第31独立機械化旅団が第1防衛線のロズヴァツケ村、第151旅団が第2防衛線のプロレス村を防御していたが、ロシア軍に防衛線を突破された際に第151旅団が経験の浅さから早期撤退し、背後を突かれた第31旅団隷下の第1機械化大隊、第3機械化大隊が包囲された。2個大隊は砲兵による火力支援を受けて自力で脱出したが、「ある1個旅団が無秩序に撤退したため戦況が危機的になった」として非難された。

## ギャラリー

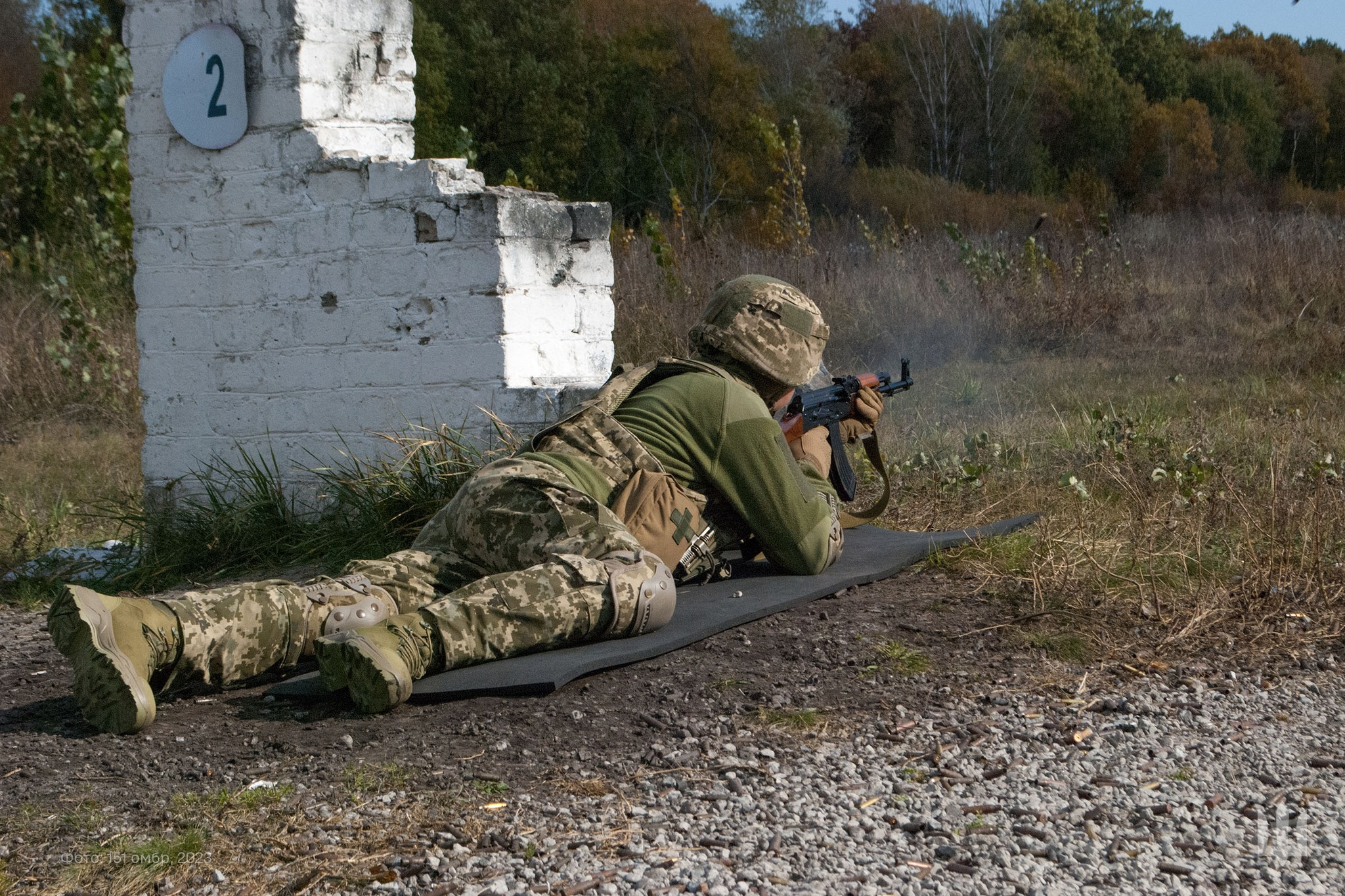

## 編制
- 旅団司令部（ドニプロ）
- 第1機械化大隊
- 第2機械化大隊
- 第3機械化大隊
- 戦車大隊
- 旅団砲兵群
  - 本部中隊
  - 第1自走砲大隊
  - 第2自走砲大隊
  - ロケット砲大隊
  - 対戦車砲大隊
- 防空大隊

- 工兵大隊
- 整備大隊
- 兵站大隊
- 偵察中隊
- 電子戦中隊
- 通信中隊
- レーダー中隊
- NBC防護中隊
- 衛生中隊